# The Lipton Championships 1995
Der The Lipton Championships 1995 waren ein Tennisturnier der WTA Tour 1995 für Damen und ein Tennisturnier der ATP Tour 1995 für Herren, welche zeitgleich vom 17. bis 26. März 1995 in Key Biscayne bei Miami stattfanden.

## Herrenturnier
→ Hauptartikel: The Lipton Championships 1995/Herren

## Damenturnier
→ Hauptartikel: The Lipton Championships 1995/Damen